# Пеллегрини, Феличе
Феличе Пеллегрини (итал. Felice Pellegrini; 1774, Турин — 20 сентября 1832, Париж) — итальянский певец (бас) и композитор.
Пел в церковном хоре кафедрального собора в Турине, учился у музыкального руководителя собора Бернардо Оттани. В 1795 г. дебютировал в оперном театре Ливорно. Выступал на многих сценах Италии, в 1809 г. в Парме исполнил главную мужскую партию в премьере оперы Фердинандо Паэра «Агнесса», спустя десять лет в этой же партии дебютировал на сцене Итальянской оперы в Париже, где выступал до 1826 года; участвовал в премьере оперы Джоакино Россини Путешествие в Реймс, или Гостиница «Золотая лилия». В сезоне 1828—1829 гг. пел в Лондоне, затем вернулся в Париж и в последние годы жизни преподавал вокал в Парижской консерватории. Состоял в масонской ложе «Великий восток Франции». Автор нескольких сборников арий для голоса с инструментальным сопровождением.